# Priesterbruderschaft St. Petrus

Wappen der Priesterbruderschaft St. Petrus

Die Priesterbruderschaft Sankt Petrus (lateinisch Fraternitas Sacerdotalis Sancti Petri, Ordenskürzel FSSP) ist eine römisch-katholische Gesellschaft apostolischen Lebens päpstlichen Rechts von Klerikern. Sie vertritt einen römisch-katholisch-traditionalistischen Standpunkt und wurde 1988 als Reaktion auf die unerlaubten Bischofsweihen des Erzbischofs Marcel Lefebvre gegründet. Gründungsmitglieder waren Priester der von Lefebvre gegründeten Priesterbruderschaft St. Pius X. Der deutsche Distrikt der Bruderschaft hat seinen Sitz in Wigratzbad im Landkreis Lindau (Bodensee) im Westallgäu.

## Geschichte
Die Priesterbruderschaft St. Petrus wurde am 18. Juli 1988 gegründet und von Papst Johannes Paul II. am 18. Oktober 1988 als klerikale Gesellschaft apostolischen Lebens päpstlichen Rechtes errichtet.
Die Gründer waren Mitglieder der Piusbruderschaft, die die unerlaubten Bischofsweihen durch Erzbischof Marcel Lefebvre nicht mittragen wollten. Durch die Wahl des Namens drückten sie ihre besondere Verbundenheit mit dem Papstamt aus. Gründungsmitglieder waren unter anderem die Patres Josef Bisig, Patrick du Fay de Choisinet, Denis Coiffet, Gabriel Baumann, Engelbert Recktenwald und Klaus Gorges sowie Walthard Zimmer, Martin Lugmayr, Raymund Noll, Bernward Deneke, Dominic Schubert, Alexander Leonhart, Peter Miksch, Thomas Hauth und Dietmar Aust. Erster Generaloberer war Josef Meinrad Bisig von 1988 bis 2000. Seine Nachfolger waren Arnaud Devillers (bis 2006), John Marcus Berg (bis 2018) und Andrzej Komorowski (bis 2024). Der derzeitige Generalobere ist John Marcus Berg. Der Sitz des Generaloberen und seines Rates ist in Freiburg im Üechtland.
Im Jahr 2000 kam es zu einem Richtungsstreit, woraufhin der Generalobere Arnauld Devillers nicht vom Kapitel gewählt, sondern durch den Präfekt der Kleruskongregation, Kardinal Darío Castrillón Hoyos, ernannt wurde. Gleichzeitig wurde bestimmt, dass es keinem Mitglied der Bruderschaft untersagt werden dürfe, die heilige Messe nach dem Messbuch von 1970 im nach dem Zweiten Vatikanischen Konzil reformierten Ritus zu zelebrieren, was ein Streitpunkt gewesen war. Mit Dekret vom 11. Februar 2022 bestätigte Papst Franziskus der Bruderschaft das Recht, die Sakramente und andere heilige Riten zu spenden und das Offizium zu verrichten gemäß der jeweiligen Editio typica der liturgischen Bücher, die im Jahr 1962 (vor der Liturgiereform) in Kraft waren, d. h. dem Missale, dem Rituale, dem Pontificale und dem Brevier.
Im Jahr 2023 wurden 10 Priesterkandidaten der Bruderschaft durch Bischof Bertram Meier zu Priestern geweiht. Damit spendete zum ersten Mal ein amtierender deutscher Diözesanbischof Priesterweihen für die Bruderschaft.

## Organisation

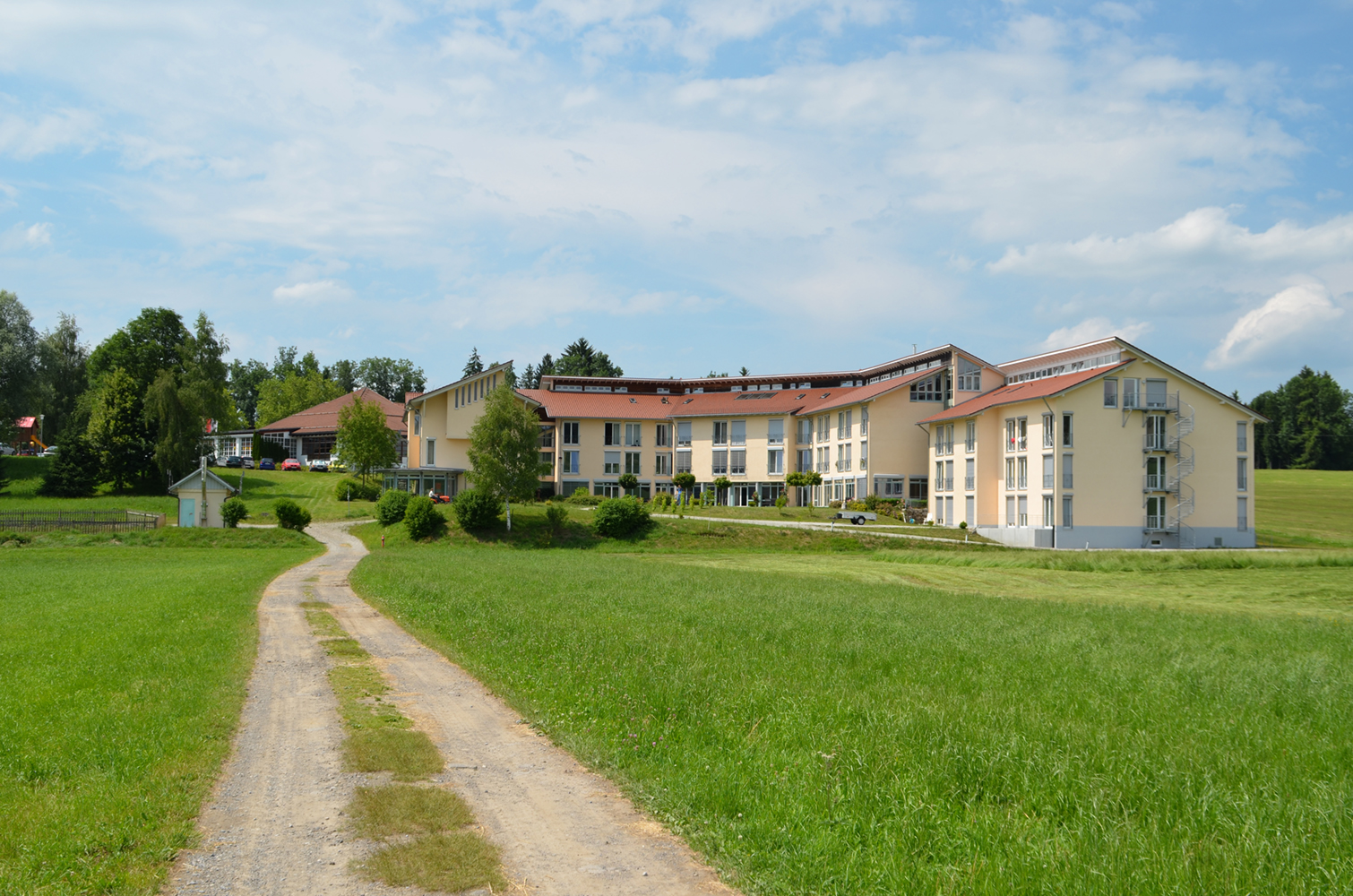
Internationales Priesterseminar in Wigratzbad (Landkreis Lindau)

### Generalat der Gemeinschaft
(Quelle: )
- Generaloberer: P. John Berg (USA)
- Assistenten: P. Hubert Bizard (Frankreich), P. Andrzej Komorowski (Polen), P. Arnaud Evrat (Frankreich)
- Räte: P. Josef Bisig (Schweiz), P. Benoît Paul-Joseph (Frankreich)
- Generalsekretär: P. Arnaud Evrat (Frankreich)
- Generalökonom: P. Andrzej Komorowski (Polen)

### Provinz und Distrikte
(Quelle: )
- Oberer der Provinz Nordamerika: P. William Lawrence
- Distriktsoberer deutschsprachiger Raum: P. Stefan Dreher
- Distriktsoberer Frankreich: P. Benoît de Giacomoni
- Distriktsoberer Ozeanien (Australien und Neuseeland): P. Michael McCaffrey
- Regens des Priesterseminars Sankt Petrus, Wigratzbad, Europa: P. Vincent Ribeton (Frankreich)
- Regens des Priesterseminars Unsere Liebe Frau von Guadalupe, Denton, Amerika: P. Josef Bisig (Schweiz)

### Mitglieder
Nach eigenen Angaben hat die Gemeinschaft 583 Mitglieder, davon 386 Priester, 15 Diakone und 182 Seminaristen in 151 Diözesen in 14 Ländern auf vier Kontinenten (Stand November 2024). 67 Nationalitäten sind vertreten. Das Durchschnittsalter liegt bei 39 Jahren.

### Konfraternität St. Petrus
Die FSSP nimmt als Priesterbruderschaft nur Priester (bzw. Seminaristen) als Mitglieder auf. Seit 2007 besteht für Laien, die der Priesterbruderschaft nahestehen, eine Konfraternität. Deren Mitglieder haben keine finanziellen, sondern nur geistliche Verpflichtungen (tägliches Gebet in der Meinung der Priesterbruderschaft, jährlich einmalige Stiftung einer Messintention). Nach eigenen Angaben hat die Konfraternität 10515 Mitglieder (Stand November 2024). Capellanus der gesamten Konfraternität ist derzeit Pater Stefan Reiner.

## Theologie und Zielsetzung
Ähnlich der Priesterbruderschaft St. Pius X. vertritt die von Rom anerkannte Priesterbruderschaft St. Petrus einen traditionalistischen Standpunkt, allerdings nicht in derselben Ausprägung. So wird das Zweite Vatikanische Konzil ohne Vorbehalt anerkannt, der in der Liturgiereform erneuerte Römische Ritus in seiner Fassung von 1970 akzeptiert und Kritik an als modernistisch empfundenen Strömungen so geäußert, dass die volle Gemeinschaft mit Rom garantiert ist. Ein wichtiges Anliegen der Bruderschaft ist die Feier der heiligen Messe nach dem Missale des hl. Papstes Johannes XXIII (Tridentinische Messe).
Nach Aussage des Generaloberen John Berg ist das Ziel der Gemeinschaft „die Heiligung ihrer Priester und Seminaristen“.

## Ausbreitung und Seelsorge
Ihre Priester bildet die Gemeinschaft seit ihrer Gründung in Wigratzbad (Bayern) aus, sowie seit 1994 auch in Denton (Nebraska). Das Generalat der Bruderschaft befindet sich in Fribourg (Schweiz), wo der Bruderschaft auch die Basilika Notre-Dame (Freiburg) anvertraut ist. Der Bruderschaft gehören keine Bischöfe an, die Priesterweihen werden durch der Bruderschaft nahestehende Bischöfe gespendet. Die Bruderschaft ist hauptsächlich in Europa und in den Vereinigten Staaten, aber auch in Australien, Kanada, Kolumbien und Nigeria tätig. Das Mutterhaus der Gemeinschaft befindet sich in Wigratzbad im Allgäu, wo ebenfalls eines der beiden internationalen Priesterseminare und der Sitz des deutschsprachigen Distrikts zu finden ist. Neben Wigratzbad hat die Gemeinschaft mehrere Niederlassungen in Deutschland: Augsburg, Bettbrunn (Distriktsstudienhaus), Gelsenkirchen, Hannover, Köln, Laufenburg, Mittenwald, Mittersthal, München, Neckarsulm, Oberflockenbach, Oberhausen, Saarlouis, Stuttgart und Türkheim. In Österreich bestehen drei Niederlassungen (Linz, Salzburg und Wien) und ebenso in der Schweiz (St. Pelagiberg, Oberrüti und Thalwil). Zum deutschsprachigen Distrikt gehören auch noch Südtirol, Tschechien und die Niederlande. Ferner betreut die Petrusbruderschaft die Christkönigsjugend, die Jugendorganisation für den von ihr so genannten „überlieferten Ritus“ im deutschen Sprachraum. Mit der Canisiuskirche in Saarlouis erwarb die Bruderschaft im Jahr 2012 ihre erste eigene Kirche in Deutschland. In Rom wurde ihr 2008 als Beispiel für die Umsetzung des Apostolischen Schreibens Summorum Pontificum die Personalpfarrei Santissima Trinità dei Pellegrini übertragen. Weltweit besitzt die Gemeinschaft 48 Pfarreien, davon vier in Europa: Rom, Thalwil, Amsterdam und Římov.

## Bedeutende Angehörige

### Generalobere
| Name                | Amtszeit  | Zusatz |
| ------------------- | --------- | --- |
| Josef Meinrad Bisig | 1988–2000 | ehemaliges Mitglied der Priesterbruderschaft St. Pius X. und Mitbegründer der Priesterbruderschaft St. Petrus |
| Arnaud Devillers    | 2000–2006 | |
| John Marcus Berg    | 2006–2018 | |
| Andrzej Komorowski  | 2018–2024 | |
| John Marcus Berg    | 2024–     | |

### Weitere bedeutende Angehörige
- Engelbert Recktenwald (* 1960)
- Martin Ramm (* 1971)